# Midland, Michigan
Midland este o localitate, municipalitate și sediul comitatului omonim, Midland, statul Michigan, Statele Unite ale Americii.

## Personalități născute aici
- Robert Jarvik (n. 1946), om de știință, inventator.

1. ↑   https://cityofmidlandmi.gov/422/City-Council, accesat în 23 ianuarie 2025 Lipsește sau este vid: |title= (ajutor)
2. ↑  2010 U.S. Gazetteer Files, accesat în 9 iulie 2020